# Démocratie ethnique
 (juillet 2023).
La mise en forme du texte ne suit pas les recommandations de Wikipédia : il faut le « wikifier ».
Les points d'amélioration suivants sont les cas les plus fréquents :
- Les titres sont pré-formatés par le logiciel. Ils ne sont ni en capitales, ni en gras.
- Le texte ne doit pas être écrit en capitales (les noms de famille non plus), ni en gras, ni en italique, ni en « petit »…
- Le gras n'est utilisé que pour surligner le titre de l'article dans l'introduction, une seule fois.
- L'italique est rarement utilisé : mots en langue étrangère, titres d'œuvres, noms de bateaux, etc.
- Les citations ne sont pas en italique mais en corps de texte normal. Elles sont entourées par des guillemets français : « et ».
- Les listes à puces sont à éviter, des paragraphes rédigés étant largement préférés. Les tableaux sont à réserver à la présentation de données structurées (résultats, etc.).
- Les appels de note de bas de page (petits chiffres en exposant, introduits par l'outil «  Source ») sont à placer entre la fin de phrase et le point final[comme ça].
- Les liens internes (vers d'autres articles de Wikipédia) sont à choisir avec parcimonie. Créez des liens vers des articles approfondissant le sujet. Les termes génériques sans rapport avec le sujet sont à éviter, ainsi que les répétitions de liens vers un même terme.
- Les liens externes sont à placer uniquement dans une section « Liens externes », à la fin de l'article. Ces liens sont à choisir avec parcimonie suivant les règles définies. Si un lien sert de source à l'article, son insertion dans le texte est à faire par les notes de bas de page.
- La présentation des références doit suivre les conventions bibliographiques. Il est recommandé d'utiliser les modèles {{Ouvrage}}, {{Chapitre}}, {{Article}}, {{Lien web}} et/ou {{Bibliographie}}. Le mode d'édition visuel peut mettre en forme automatiquement les références.
- Insérer une infobox (cadre d'informations à droite) n'est pas obligatoire pour parachever la mise en page.

Pour une aide détaillée, merci de consulter Aide:Wikification.
Si vous pensez que ces points ont été résolus, vous pouvez retirer ce bandeau et améliorer la mise en forme d'un autre article.
 (février 2023).
Si vous disposez d'ouvrages ou d'articles de référence ou si vous connaissez des sites web de qualité traitant du thème abordé ici, merci de compléter l'article en donnant les références utiles à sa vérifiabilité et en les liant à la section « Notes et références ».
La démocratie ethnique est un système politique qui combine une domination ethnique structurée avec des droits démocratiques, politiques et civils pour tous. Tant le groupe ethnique dominant que les groupes ethniques minoritaires ont la citoyenneté et peuvent participer pleinement au processus politique.

## Définition
D'après le chercheur israélien Sammy Smooha de l'université de Haïfa, l'on peut définir huit caractéristiques qui sont les éléments centraux de son modèle de démocratie ethnique:
- Le nationalisme ethnique installe une seule nation ethnique centrale dans l'État.
- L'État sépare l'appartenance à la nation ethnique centrale de la citoyenneté.
- L'État appartient et est dirigé par la nation ethnique centrale.
- L'État mobilise le noyau ethnique de la nation.
- Les groupes non centraux se voient accorder des droits individuels et collectifs incomplets.
- L'État permet à des groupes non centraux de mener une lutte parlementaire et extraparlementaire pour le changement.
- L'État perçoit les groupes non essentiels comme une menace.
- L'État impose un certain contrôle sur les groupes non essentiels.

Smooha définit également dix conditions pouvant conduire à l'instauration d'une démocratie ethnique :
- La nation ethnique centrale constitue une solide majorité numérique.
- La population non centrale constitue une importante minorité.
- La nation ethnique centrale a un engagement envers la démocratie.
- La nation ethnique centrale est un groupe autochtone.
- Les groupes non essentiels sont des immigrants.
- Le groupe non central est divisé en plusieurs groupes ethniques.
- La nation ethnique centrale a une diaspora importante et solidaire.
- Les patries des groupes non centraux sont concernées.
- Il y a une implication internationale.
- La transition d'un État ethnique non démocratique a eu lieu.

## Distinctions
La démocratie ethnique diffère de l'ethnocratie en ce que ses éléments sont plus purement démocratiques. Il fournit aux groupes non centraux plus de participation politique, d'influence et d'amélioration de statut que l'ethnocratie ne le fait soi-disant.
Une démocratie ethnique n'est pas non plus une démocratie Herrenvolk qui est par définition une démocratie officiellement limitée à la seule nation ethnique centrale.

## Exemples

### Israël
L' État d'Israël est considéré comme un pays qui utilise le modèle de démocratie ethnique dans ses relations avec la minorité arabe du pays , car Israël a combiné des institutions démocratiques viables avec une domination ethnique institutionnalisée,. D’autres auteurs préfèrent décrire cet État comme une ethnocratie (où une ethnie domine les autres).

### Canada
Smooha décrit le Canada, de la Confédération en 1867 puis du Statut de Westminster en 1931 à la Révolution tranquille de 1960, qui a élevé le statut des Canadiens français au niveau des Canadiens anglais, comme ayant été une démocratie ethnique.

### Slovaquie
Le nationalisme slovaque est fondé sur l'ethnicité et la langue. "L'édification de l'État et de la nation en Slovaquie vise à installer les Slovaques de souche comme la seule nation et à empêcher tout signe de binationalisme. Cet objectif est clairement indiqué dans le préambule de la constitution slovaque qui commence par les mots suivants" : « Nous, la nation slovaque, en gardant à l'esprit l'héritage politique et culturel de nos prédécesseurs, l'expérience acquise au cours de siècles de lutte pour notre existence nationale et notre État… ».